# Le Clown (film, 1953)
Pour plus de détails, voir Fiche technique et Distribution.
Le Clown (The Clown) est un film américain réalisé par Robert Z. Leonard, sorti en 1953.

## Synopsis
Le clown Dodo Delwyn, une ex-vedette des Ziegfeld Follies, est renvoyé de son travail à Coney Island à cause de son alcoolisme. Son jeune fils Dink demande à l'ancien agent de son père, Benjamin Y. "Goldie" Goldenson, de l'aider. L'associé de Goldie, Joe Hoagley, qui a entendu sa conversation avec Dink, propose à Dodo de jouer lors d'une convention qui a lieu au Ritz Plaza. De bonne humeur, Dodo et Dink se rendent chez un prêteur sur gages, où Dodo récupère à la fois son smoking et son bien le plus précieux, une montre gravée qui lui avait été offerte par Ziegfeld. Dodo donne la montre à Dink, qui est bouleversé par le cadeau. Ce soir-là, Goldie est désagréablement surpris lorsque Dodo se présente au travail et tente en vain de le dissuader de continuer à jouer. Goldie emmène Dink à la fontaine à soda de l'hôtel, où ils rencontrent Paula Henderson, qui assiste à la convention avec son mari Ralph, un riche homme d'affaires. Plus tard, alors que Dodo est humilié sur scène dans son sketch comique, lui et Paula se repèrent. À la demande de Paula, Ralph se rend dans les coulisses pour voir Dodo, qui confirme que Dink est le fils que Paula n'a pas vu depuis son divorce de Dodo des années auparavant. 
Dodo accepte à contrecœur de laisser Dink rendre visite brièvement aux Henderson dans leur suite. Dodo envoie le garçon sans explication, et quand Paula dit à Dink qu'elle est sa mère, il est surpris mais insensible. Dodo emmène ensuite Dink à un jeu de dés qui dure toute la nuit, où il perd tout son argent et la montre qu'il retire à son fils endormi. Plus tard dans la matinée, Ralph appelle Dodo et lui demande de laisser Dink vivre avec eux un certain temps, mais Dodo refuse. Quand Dink se réveille, il découvre que la montre a disparu, mais Dodo promet de la récupérer. Désespérément à court d'argent, Dodo accepte d'animer un enterrement de vie de garçon pour la petite Julie, mais la police fait une descente dans la soirée. Après que Goldie l'a libéré sous caution, Dodo dit qu'il a décidé de donner Dink à Paula. Dodo dit à Dink qu'il ne veut plus de lui. Malgré la gentillesse des Henderson, Dink est malheureux dans leur luxueuse maison, et un soir il s'enfuit. Goldie vient d'offrir à Dodo une chance de réaliser sa propre série télévisée lorsque Dink arrive. Le père et le fils sont heureux de se retrouver. Le Dodo Delwyn Show entre en production, et un jour Dodo a un vertige pendant les répétitions. Le soir de la première émission, Paula et Ralph sont dans l'auditoire, et le spectacle se déroule bien jusqu'à ce que Dodo s'effondre en coulisses. Goldie et Dink supplient Dodo de ne pas continuer le spectacle, mais Dodo, déterminé à rendre son fils fier, insiste pour faire le sketch final. Dodo termine le spectacle mais s'effondre et meurt dans sa loge. Quand Ralph et Paula arrivent, Dink, qui est en deuil, appelle Paula "mère" pour la première fois, et le garçon rentre chez lui avec sa nouvelle famille.

## Fiche technique
- Titre original : The Clown
- Titre français : Le Clown
- Réalisation : Robert Z. Leonard
- Scénario : Martin Rackin
- Direction artistique : Cedric Gibbons, Wade B. Rubottom
- Décors : Edwin B. Willis, Fred M. MacLean
- Photographie : Paul C. Vogel
- Son : Douglas Shearer
- Montage : Gene Ruggiero
- Musique : David Rose
- Production : William H. Wright
- Société de production : Metro-Goldwyn-Mayer
- Société de distribution : Loew's Inc.
- Pays d'origine :  États-Unis
- Langue originale : anglais
- Format : Noir et blanc  — 35 mm — 1,37:1 — son mono
- Genre : drame
- Durée : 91 minutes
- Dates de sortie : 
  - États-Unis : 16 janvier 1953
  - France : 17 février 1956

## Distribution
- Red Skelton : Dodo Delwyn
- Jane Greer : Paula Henderson
- Tim Considine : Dink Delwyn
- Loring Smith : Benjamin Y. "Goldie" Goldenson
- Philip Ober : Ralph Z. Henderson
- Forrest Lewis : M. Huston
- Helene Millard : Mlle Batson